# New York Herald Tribune
New York Herald Tribune a fost un cotidian creat în 1924 când New York Tribune a achiziționat New York Herald. A fost rivalul lui The New York Times.  Ziarul a câștigat mai multe Premii Pulitzer. Și-a încetat apariția pe 15 august 1966.